# پتروشیمی مسجدسلیمان
پتروشیمی مسجدسلیمان یک شرکت پتروشیمی ایرانی است که در منطقهٔ ذیلایی از توابع شهرستان مسجدسلیمان واقع شده‌است.

## تاریخچه
مجوز ساخت مجتمع پتروشیمی مسجدسلیمان در تاریخ ۸ اسفند ۱۳۸۹ از سازمان صنایع و معادن استان خوزستان صادر شد، و سرانجام عملیات احداث آن از ابتدای سال ۱۳۹۰ آغاز گردید. با وجود مشکلاتی بر سر راه احداث این پتروشیمی در سال‌های بعد به وجود آمد، در نهایت پتروشیمی مسجدسلیمان در اردیبهشت سال ۱۴۰۰ با حضور حسن روحانی، رئیس جمهور وقت ایران، به بهره‌برداری رسید. پیمانکار سازندهٔ این پتروشیمی شرکت مهندسی ووهان چین بود.
این مجتمع پتروشیمی در زمینی به مساحت ۴۰۰ هکتار در منطقهٔ ذیلایی از توابع شهرستان مسجدسلیمان احداث شد. این واحد صنعتی در فاصلهٔ ۱۱/۵ کیلومتری جنوب رودخانهٔ کارون، ۳۰ کیلومتری شمال غربی مسجدسلیمان و ۱۳۰ کیلومتری اهواز واقع شده‌است.

## محصولات
مجتمع پتروشیمی مسجدسلیمان تولیدکنندهٔ اوره و آمونیاک برای مقاصد کشاورزی است. این شرکت در تیر ۱۴۰۳ با تولید ۸۶ هزار و ۳۴۵ تن اوره و ۵۳ هزار و ۱۶۹ تن آمونیاک بالاترین میزان تولید ماهانه خود را از ابتدای بهره‌برداری زمان ذکرشده به ثبت رساند.

## سهامداران
شرکت سرمایه‌گذاری صندوق بازنشستگی کشوری با در اختیار داشتن ۶۶.۵۵ درصد از سهام شرکت پتروشیمی مسجدسلیمان بزرگترین سهامدار این شرکت شمرده می‌شود. باقی سهام این شرکت، یعنی ۳۳.۴۵ درصد از باقیماندهٔ سهام، در اختیار بخش خصوصی است.